# گل خانی
گل خانی، روستایی در دهستان گلخانی بخش صابری شهرستان نیمروز در استان سیستان و بلوچستان ایران است.

## جمعیت
بر پایه سرشماری عمومی نفوس و مسکن در سال ۱۳۹۵، جمعیت این روستا برابر با ۳۱۸ نفر (۸۳ خانوار) بوده‌است.